# Fiume Garigliano (tratto terminale)
Fiume Garigliano (tratto terminale) este o arie protejată (arie specială de conservare — SAC, sit de importanță comunitară — SCI) din Italia întinsă pe o suprafață de 12 ha, integral pe uscat.

## Localizare
Centrul sitului Fiume Garigliano (tratto terminale) este situat la coordonatele 41°13′56″N 13°46′04″E / 41.232222°N 13.767778°E.

## Înființare
Situl Fiume Garigliano (tratto terminale) a fost declarat sit de importanță comunitară în iunie 1995 pentru a proteja 4 specii de animale. Situl a fost protejat și ca arie specială de conservare în decembrie 2016.

## Biodiversitate
Situată în ecoregiunea mediteraneană, aria protejată conține 1 habitat natural: Estuare.
La baza desemnării sitului se află mai multe specii protejate:
- nevertebrate (1): Oxygastra curtisii
- pești (3): Alburnus albidus, Alosa fallax, Rutilus rubilio

Pe lângă speciile protejate, pe teritoriul sitului au mai fost identificate 1 specie de plante, 1 specie de pești.